# Haplochromis paradoxus
Haplochromis paradoxus är en fiskart som först beskrevs av Elisabeth Lippitsch och Kaufman 2003.  Haplochromis paradoxus ingår i släktet Haplochromis och familjen Cichlidae. IUCN kategoriserar arten globalt som otillräckligt studerad. Inga underarter finns listade i Catalogue of Life.